# Hrvatsko društvo za kvalitetu
Hrvatsko društvo za kvalitetu, dragovoljna je stručna udruga koja okuplja stručnjake koji se bave pitanjima kvalitete i građane zainteresirane za područje kvalitete. Rad Hrvatskog društva za kvalitetu je javan. Javnost rada ostvaruje se otvorenošću HDK prema svim građanima zainteresiranim za rad Društva i slobodnim pristupom svim sastancima tijela Društva i skupovima u organizaciji Društva, te objavljivanjem priopćenja u javnim medijima. Hrvatsko društvo za kvalitetu je član Europske organizacije za kvalitetu (EOQ). 

## Djelatnosti Društva
- okupljanje fizičkih i pravnih osoba zainteresiranih za pitanja koja se odnose na ostvarivanje kvalitete i upravljanje kvalitetom
- organiziranje tribina i drugih oblika rada
- njegovanje i razvijanje pristupa, teorije i prakse za ostvarivanje, te upravljanje kvalitetom u hrvatskom gospodarstvu
- poticanje razvoja i upravljanja kvalitetom trgovačkih društava koja u ostvarivanju svojih djelatnosti nastupaju u razvijenim tržišnim gospodarstvima ili u tržišnim gospodarstvima u nastajanju
- širenje metoda upravljanja kvalitetom svim pogodnim sredstvima, primjerice savjetovanjima, predavanjima, seminarima, dodjelama stipendija, nagrada i slično
- izdavanje glasila i objavljivanje dokumenata proizašlih iz rada Društva u skladu s ciljem djelovanja Društva.

## Vanjske poveznice
- HDK  Arhivirana inačica izvorne stranice od 29. studenoga 2014. (Wayback Machine)